# Jacu-de-asas-brancas
O Jacu-de-asas-brancas (Penelope albipennis) é um cracídeo endêmico do Peru.
É uma ave preta esguia com um bico de ponta preta e nove grandes penas de vôo brancas no final de suas asas.
Foi descoberto pela primeira vez em 1877, mas após várias expedições de pesquisa sem avistamentos, o Jacu-de-asa-branca foi declarado extinto.
Então, em 1977, a espécie foi redescoberto no Peru.
Sua alimentação se baseia em folhas,frutos e sementes.